# 南中乡站

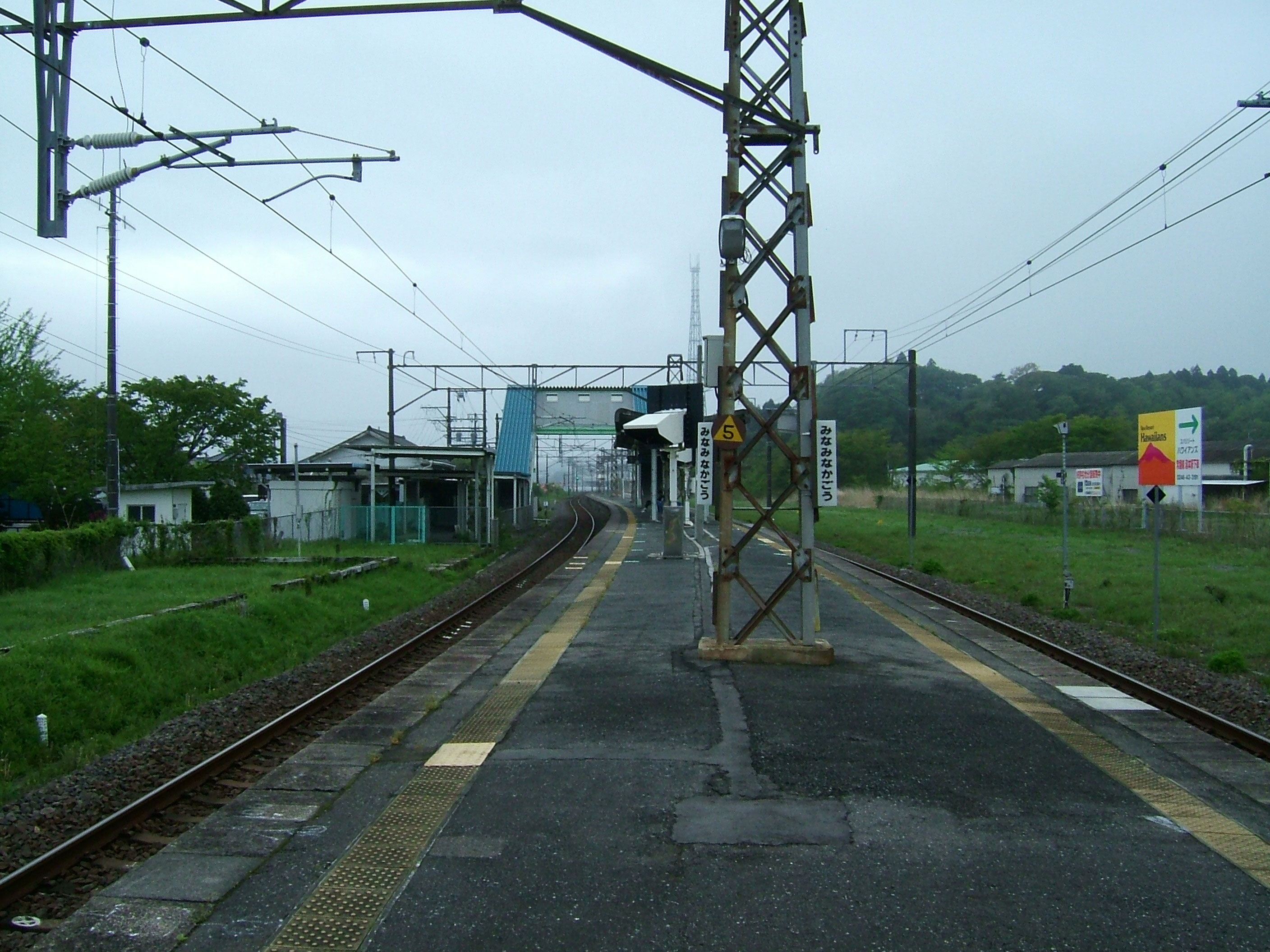
站台（2008年5月）

南中乡站（日语：／ Minami-Nakagō eki */?）位于日本茨城县北茨城市中乡町，是东日本旅客铁道（JR東日本）管辖的鐵路車站。

## 历史
- 1910年
  - 2月1日 - 车站开始使用。
  - 2月16日 - 开始办理货运业务。
  - 3月18日 - 开始办理客运业务。
- 1909年10月12日 - 线路名制定，归属常磐线。
- 1984年2月1日 - 停止办理货运业务。
- 1987年4月1日 - 国铁分割民营化后成为JR东日本和日本货物铁道车站。
- 2009年3月14日 - 随着东京近郊区间扩大，开始支持使用Suica。
- 2014年3月5日 - 新站房投入使用[2]。
- 2018年3月16日 - 绿色窗口结束营业[1]。

## 车站结构
岛式站台1台2线的地上车站。站台与进站口依靠跨线桥连接。
高萩站管理的业务委托站。站内设有简易Suica闸机和自动售票机。

### 站台配置
| 站台 | 路线    | 方向 | 目的地         |
| ---- | ------- | ---- | -------------- |
| 1    | ■常磐线 | 上行 | 水户、土浦方向 |
| 2    | ■常磐线 | 下行 | 磐城方向       |

（來源：JR東日本:車站構內圖 （页面存档备份，存于））

## 使用情况
根據JR東日本，2018年度（平成30年度）1日平均上車人次為570人。此站上下車人次是常磐線（上野－磐城間）最少。
近年的推移如下表。
| 上車人次推移       | 上車人次推移     | 上車人次推移    |
| 年度               | 1日平均 上車人次 | 來源            |
| ------------------ | ---------------- | --------------- |
| 2000年（平成12年） | 1,060            | [ 利用客数 2 ]  |
| 2001年（平成13年） | 992              | [ 利用客数 3 ]  |
| 2002年（平成14年） | 929              | [ 利用客数 4 ]  |
| 2003年（平成15年） | 895              | [ 利用客数 5 ]  |
| 2004年（平成16年） | 839              | [ 利用客数 6 ]  |
| 2005年（平成17年） | 798              | [ 利用客数 7 ]  |
| 2006年（平成18年） | 780              | [ 利用客数 8 ]  |
| 2007年（平成19年） | 759              | [ 利用客数 9 ]  |
| 2008年（平成20年） | 753              | [ 利用客数 10 ] |
| 2009年（平成21年） | 741              | [ 利用客数 11 ] |
| 2010年（平成22年） | 696              | [ 利用客数 12 ] |
| 2011年（平成23年） | 630              | [ 利用客数 13 ] |
| 2012年（平成24年） | 633              | [ 利用客数 14 ] |
| 2013年（平成25年） | 638              | [ 利用客数 15 ] |
| 2014年（平成26年） | 602              | [ 利用客数 16 ] |
| 2015年（平成27年） | 597              | [ 利用客数 17 ] |
| 2016年（平成28年） | 576              | [ 利用客数 18 ] |
| 2017年（平成29年） | 577              | [ 利用客数 19 ] |
| 2018年（平成30年） | 570              | [ 利用客数 20 ] |

## 相鄰車站
東日本旅客鐵道（JR東日本）
■常磐線 
高萩－南中鄉－磯原

### 使用情况
1. ↑  . 東日本旅客鉄道.   [2019-07-12]. （原始内容存档于2019-07-05）.
2. ↑  . 東日本旅客鉄道.   [2019-03-05]. （原始内容存档于2019-03-27）.
3. ↑  . 東日本旅客鉄道.   [2019-03-05]. （原始内容存档于2019-03-27）.
4. ↑  . 東日本旅客鉄道.   [2019-03-05]. （原始内容存档于2019-03-27）.
5. ↑  . 東日本旅客鉄道.   [2019-03-05]. （原始内容存档于2019-03-27）.
6. ↑  . 東日本旅客鉄道.   [2019-03-05]. （原始内容存档于2019-03-27）.
7. ↑  . 東日本旅客鉄道.   [2019-03-05]. （原始内容存档于2019-03-27）.
8. ↑  . 東日本旅客鉄道.   [2019-03-05]. （原始内容存档于2019-03-27）.
9. ↑  . 東日本旅客鉄道.   [2019-03-05]. （原始内容存档于2019-04-02）.
10. ↑  . 東日本旅客鉄道.   [2019-03-05]. （原始内容存档于2019-02-22）.
11. ↑  . 東日本旅客鉄道.   [2019-03-05]. （原始内容存档于2019-03-27）.
12. ↑  . 東日本旅客鉄道.   [2019-03-05]. （原始内容存档于2019-04-02）.
13. ↑  . 東日本旅客鉄道.   [2019-03-05]. （原始内容存档于2019-03-27）.
14. ↑  . 東日本旅客鉄道.   [2019-03-05]. （原始内容存档于2019-04-02）.
15. ↑  . 東日本旅客鉄道.   [2019-03-05]. （原始内容存档于2017-02-08）.
16. ↑  . 東日本旅客鉄道.   [2019-03-05]. （原始内容存档于2019-04-02）.
17. ↑  . 東日本旅客鉄道.   [2019-03-05]. （原始内容存档于2019-03-23）.
18. ↑  . 東日本旅客鉄道.   [2019-03-05]. （原始内容存档于2019-03-27）.
19. ↑  . 東日本旅客鉄道.   [2018-07-06]. （原始内容存档于2019-03-25）.

## 外部連結
- 車站資訊（南中鄉）：東日本旅客鐵道